# فرانك دبليو. ويستون
فرانك دبليو. ويستون (بالإنجليزية: Frank W. Weston)‏ هو مهندس معماري أمريكي، (و. 1843  م).